# Rümmelsheim
Rümmelsheim település Németországban, Rajna-vidék-Pfalz tartományban. Lakosainak száma 1410 fő (2023. december 31.).

## Népesség
A település népességének változása:
| Lakosok száma | 1056 | 1400 | 1358 | 1358 | 1366 | 1410 |
|               | 1975 | 2017 | 2019 | 2021 | 2022 | 2023 |